# École supérieure d'art et design de Grenoble-Valence
 (janvier 2016).
Si vous disposez d'ouvrages ou d'articles de référence ou si vous connaissez des sites web de qualité traitant du thème abordé ici, merci de compléter l'article en donnant les références utiles à sa vérifiabilité et en les liant à la section « Notes et références ».
L'École supérieure d'art et design de Grenoble-Valence est un établissement français d'enseignement supérieur artistique, issue de la fusion des écoles d'art de Grenoble et Valence. Il devient donc un établissement public de coopération culturelle.